# Brachtia sulphurea
Brachtia sulphurea är en orkidéart som beskrevs av Heinrich Gustav Reichenbach. Brachtia sulphurea ingår i släktet Brachtia och familjen orkidéer. Inga underarter finns listade i Catalogue of Life.